# مادام موسیو
مادام موسیو (به فرانسوی: Madame Monsieur) گروه موسیقی فرانسوی است.
آن ها نماینده فرانسه در یوروویژن ۲۰۱۸ بودند.